# مؤشر حالة الحرية في العالم
مؤشر حالة الحرية العالمية هو تصنيف للدول وفقًا لدرجة الحريات الاقتصادية والشخصية التي يتمتع بها مواطنوها. كان المؤشر عبارة عن تجميع لعدة مؤشرات مماثلة أنشأتها منظمات أخرى. وقد عرّف نيك ويلسون، المؤلف الأصلي للمؤشر، الحرية بأنها "قدرة الفرد على عيش حياته بالطريقة التي يختارها، طالما أنه لا ينتهك حقوق الآخرين في فعل الشيء نفسه".
لم يصدر عن مشروع حالة الحرية العالمية سوى تقرير واحد (مؤشر حالة الحرية في العالم لعام 2006، الذي صدر في 12 أغسطس/آب 2006)، كما أن الموقع الأصلي على شبكة الإنترنت لم يعد موجوداً الآن. ومع ذلك، عمل باتريك راماي، الأستاذ في قسم الدراسات الدولية في معهد فرجينيا العسكري،  على تحديث التصنيفات حتى عام 2022 باستخدام نفس المفهوم، مع بعض التعديلات على الطريقة الأصلية. 
استشهدت بالمؤشر منظمات حقوق الإنسان، والحكومات، والجماعات المؤيدة للديمقراطية،  ومنظمات الأخبار،   وغيرها.   

## المنهجية
أنشيء مؤشر حالة الحرية العالمية لعام 2006 بجمع تصنيفات أربعة مؤشرات أخرى للحرية العالمية في مؤشر واحد: مؤشر "الحرية الاقتصادية في العالم لعام 2005" الصادر عن معهد فريزر، و"مؤشر الحرية الاقتصادية لعام 2006" الصادر عن مؤسسة التراث، ومؤشر "الحرية في العالم لعام 2005" الصادر عن بيت الحرية، و"مؤشر حرية الصحافة لعام 2005" الصادر عن مراسلون بلا حدود.
تُستخدم هذه التقارير لتقييم الدول في ثلاث فئات: الحرية الفردية، والحرية الاقتصادية، وحجم الحكومة بالإضافة إلى الضرائب. ثم يُحسب متوسط هذه الدرجات الثلاث للحصول على الدرجة الإجمالية للبلد.
تُعيد تصنيفات 2012-2023  تعريف مفهوم التصنيف الأصلي باستخدام مصادر البيانات نفسها، مع تعديل ترجيح البيانات لتحقيق أفضل النتائج في قياس "قدرة الفرد على عيش حياته كما يشاء". كما وحّدت المقاييس بشكل مناسب نظرًا لاختلاف المقاييس المستخدمة في المؤشرات، وتكثيف فئة عبء الحكومة في مؤشر أوسع نطاقًا، ألا وهو مؤشر الحرية الاقتصادية.
بدءًا من عام 2018، تضمّن التصنيف أيضًا مقياسًا لمدى كون الدولة محافظة أو تقدمية، ويُعرّف هذا ما إذا كانت الدولة تنظم القضايا الاجتماعية أو الاقتصادية بشكل أكثر صرامة.

## تصنيفات 2023
في مؤشر عام 2023،  احتلت سويسرا المرتبة الأكثر حرية بشكل عام، بينما جاءت كوريا الشمالية في المرتبة الأخيرة. احتلت البحرين المرتبة الأكثر محافظة، في حين احتلت الأرجنتين المرتبة الأكثر تقدمية.
| الترتيب | الدولة    |
| ------- | --------- |
| 1       | سويسرا    |
| 2       | نيوزيلندا |
| 3       | أيرلندا   |
| 4       | النرويج   |
| 4       | الدنمارك  |
| 6       | السويد    |
| 6       | فنلندا    |
| 6       | هولندا    |
| 9       | لوكسمبورغ |

| الترتيب | الدولة         |
| ------- | -------------- |
| 174     | اليمن          |
| 174     | تركمانستان     |
| 176     | إيران          |
| 177     | إرتريا         |
| 178     | ليبيا          |
| 179     | السودان        |
| 180     | كوبا           |
| 181     | فنزويلا        |
| 182     | سوريا          |
| 183     | كوريا الشمالية |